# Antodynerus cnemophilus
Antodynerus cnemophilus är en stekelart som först beskrevs av Cameron 1910.  Antodynerus cnemophilus ingår i släktet Antodynerus och familjen Eumenidae. Utöver nominatformen finns också underarten A. c. basilewskyi.